# 王正鹏
王正鹏（1975年8月—），迪拜Business Asia Arab TV首席执行官，曾任和讯网总编辑、《北京晨报》财经新闻中心主任。

## 个人著作
《苏非的果园：一个西北村庄的传播学笔记》2016年
《狂飙年代的碎片：中国经济黄金十年》2012年
《报纸突围：数字时代传统媒体变身记》2011年